# Buttons & Bows
Buttons & Bows is een Ierse traditionele folkgroep opgericht door Jackie Daly in 1984. De medewerkers waren behalve Daly op de button-accordion (trekzak), Seamus McGuire en Manus McGuire als violisten en Garry O'Brian op mandocello. Er werden drie albums gemaakt.

## Discografie
- Buttons & Bows, 1984
- Buttons & Bows, The First Month of Summer, 1987
- Buttons & Bows, Grace Notes, 1991